# Katantodesmus obumbratus
Katantodesmus obumbratus är en mångfotingart som beskrevs av Christoph D. Schubart 1954. Katantodesmus obumbratus ingår i släktet Katantodesmus och familjen kuldubbelfotingar. Inga underarter finns listade i Catalogue of Life.